# Броно (заказник)
Броно — гідрологічний заказник місцевого значення. Об'єкт розташований на території Самарівської сільської територіальної громади Ковельського району Волинської області на північно-західній околиці с. Самари.
Площа — 67 га, статус отриманий відповідно до рішення Волинської обласної ради від 17.03.1994, № 17/19. Перебуває у користуванні Самарівської сільської ради.
Статус надано для охорони та збереження в природному стані озера льодовикового походження Броно (інші назви Бронно, Бронне), площа якого - 26 га, максимальна глибина 2,4 м, об’єм води 0,54 млн м³. Плесо озера на 60,0 % заросло водною рослинністю. 
Тут, зокрема, зростають очерет звичайний (Phragmites australis), рогіз широколистий (Typha latifolia), елодея канадська (Elodea canadensis), кушир занурений (Ceratophyllum demersum), жабурник звичайний (Hydrocharis morsus–ranae) та ін. 
Через інтенсивні процеси евтрофікації озеро перетворюється на болото. Озеро оточене болотним масивом, де зростають верба біла (Salix alba), береза повисла (Betula pendula), осика (Populus tremula), вільха чорна (Alnus glutinosa), сосна звичайна (Pinus sylvestris), а також осоково-очеретяні і зеленомохові угруповання. Трапляється регіонально рідкісний вид росичка круглолиста (Drosera rotundifolia).

## Галерея

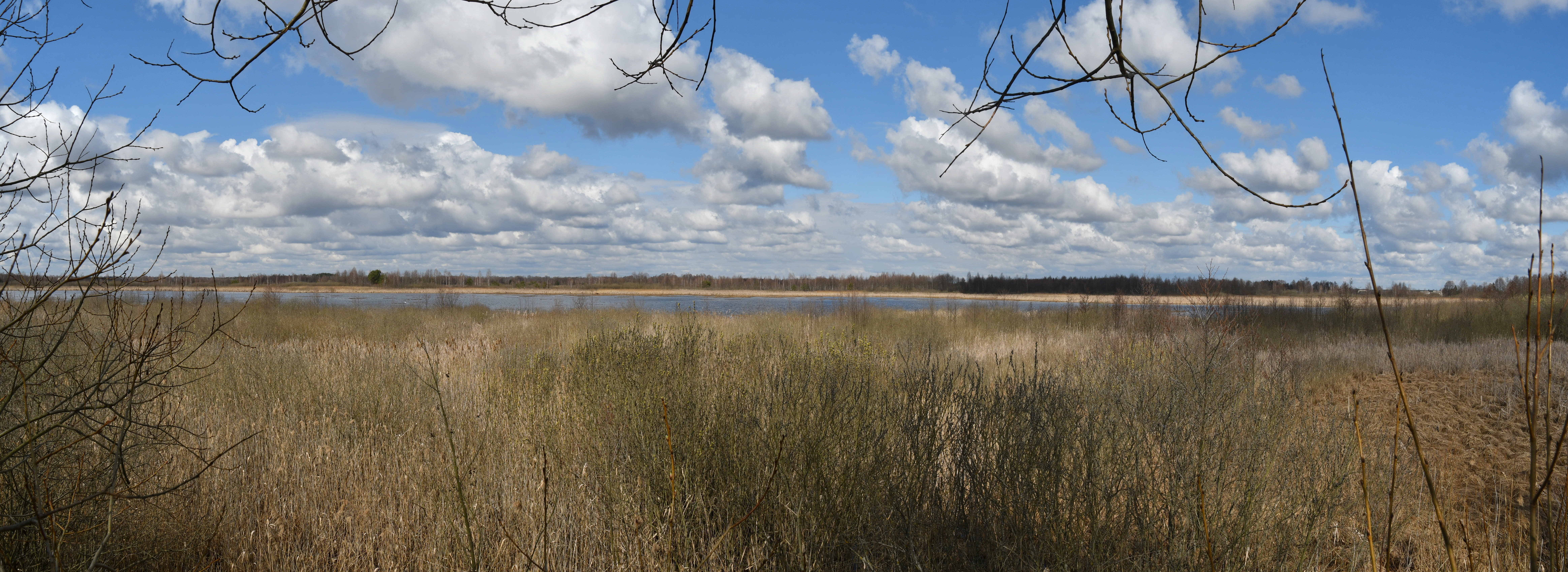
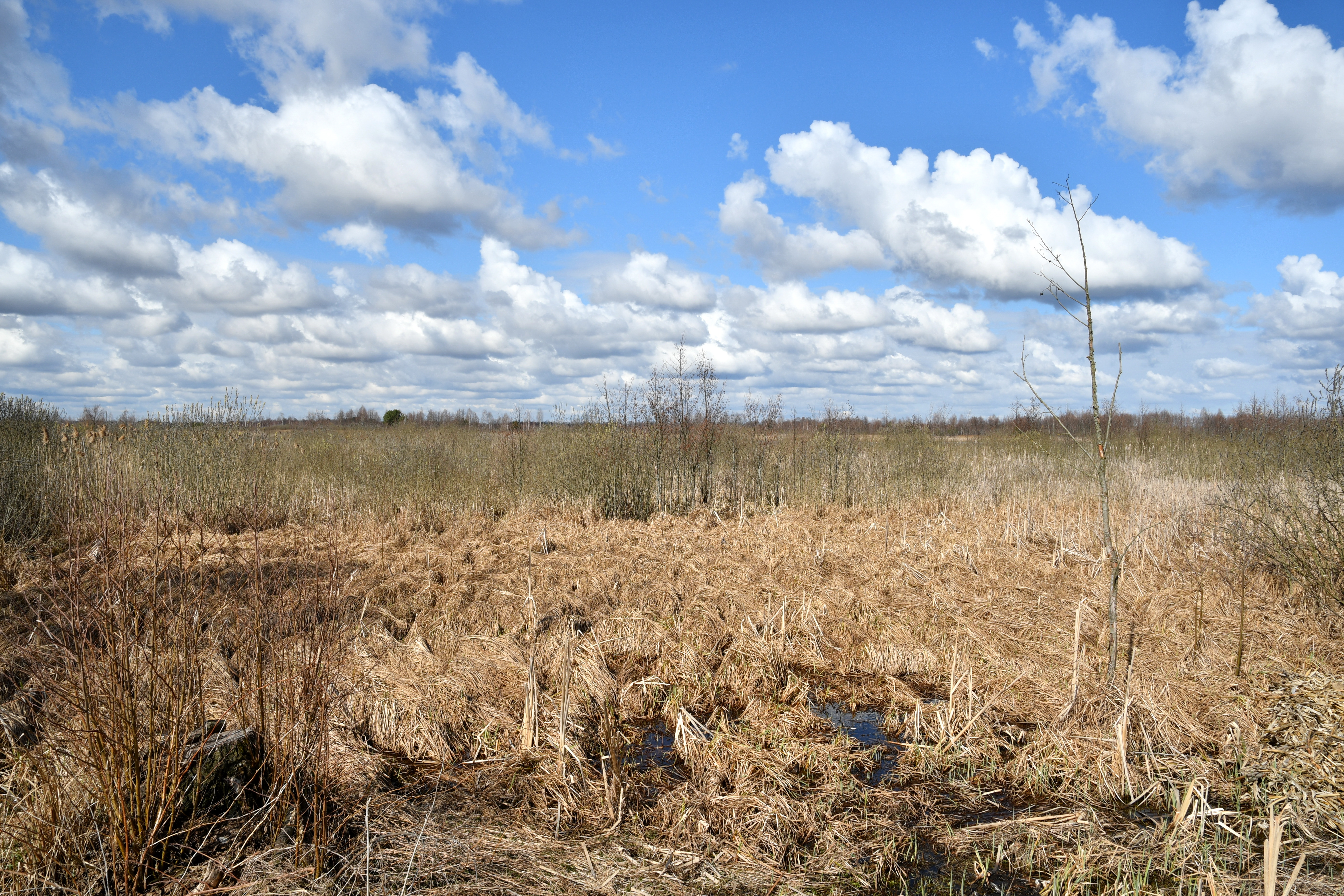
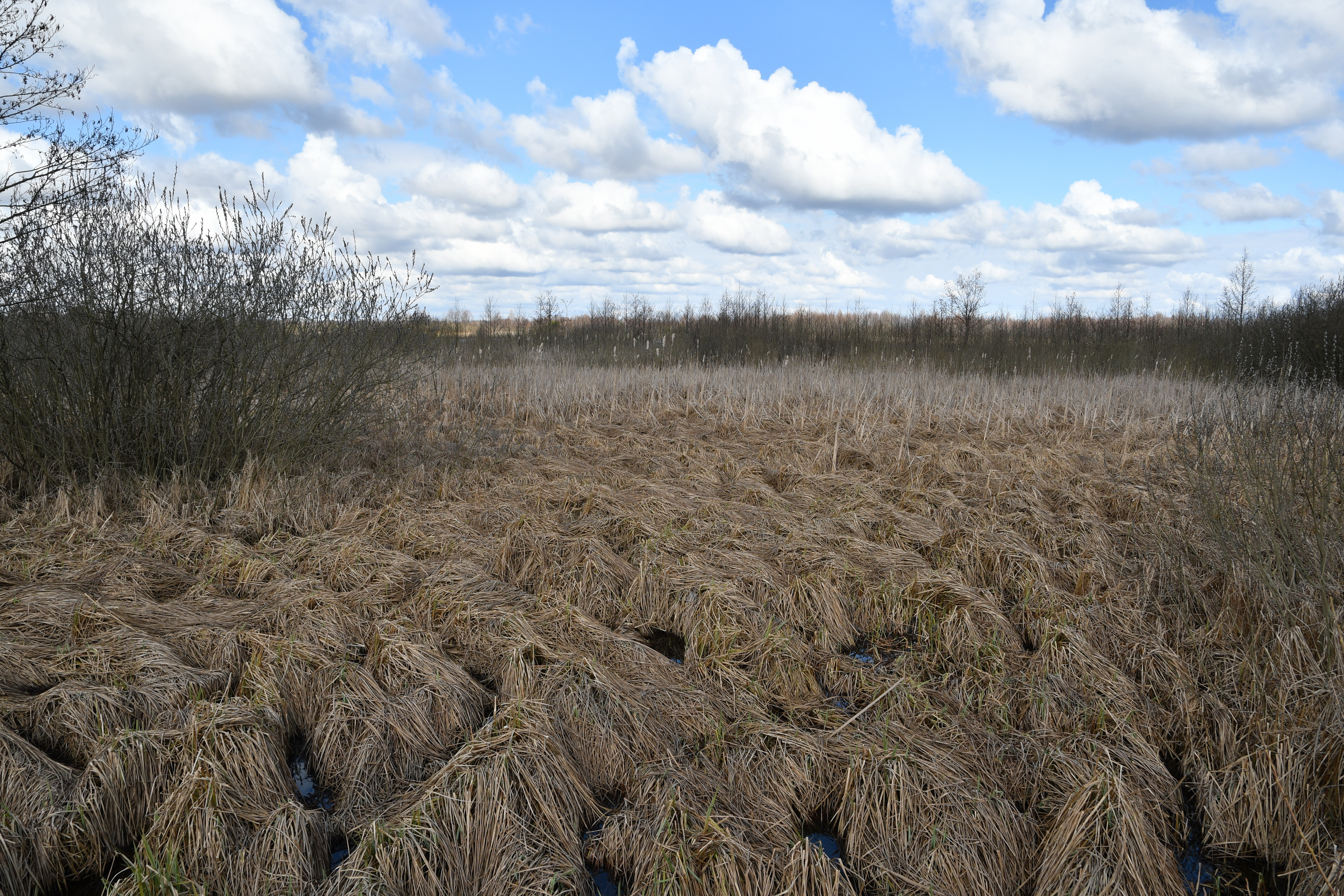
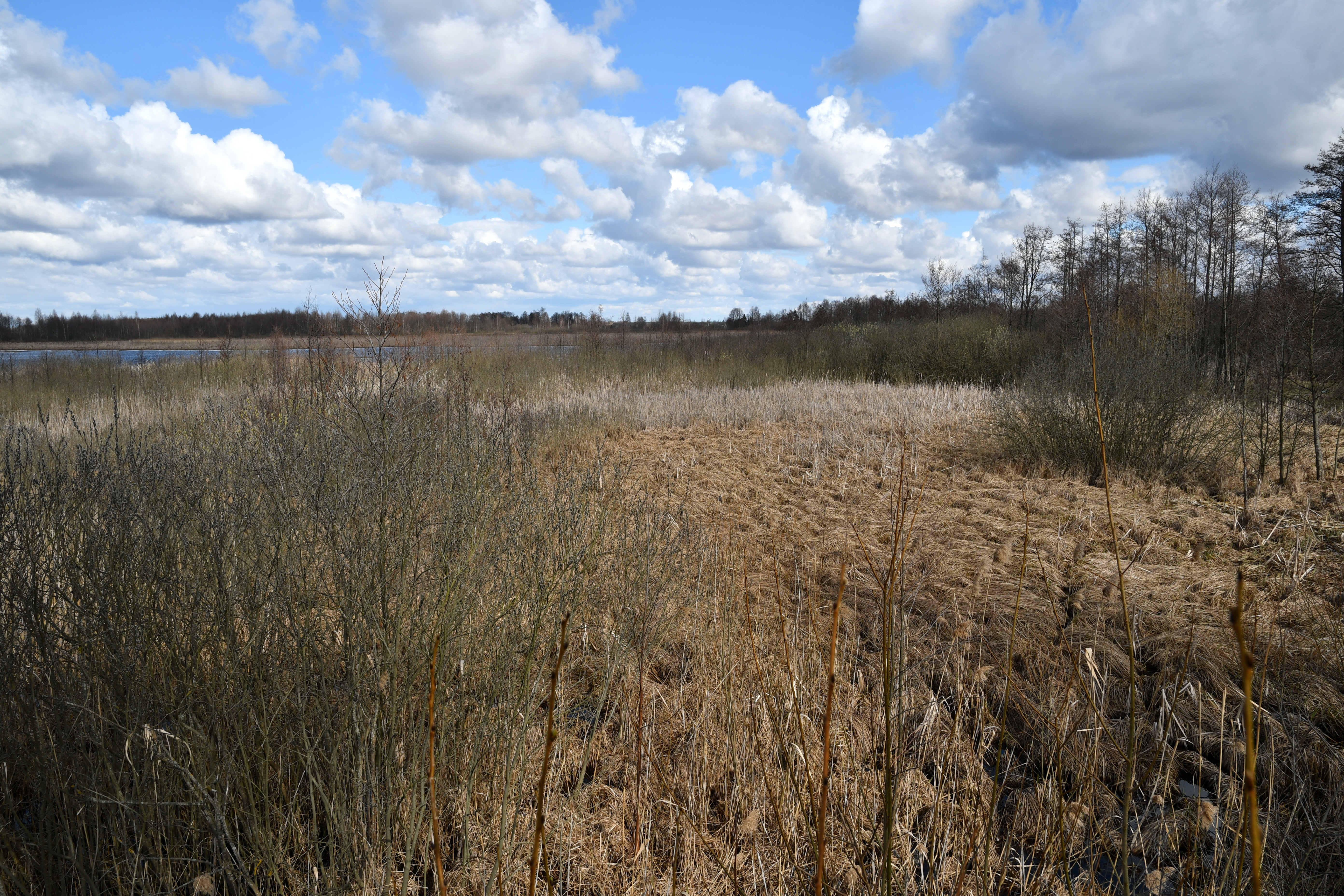